# Partido Patriota
El Partido Patriota (PP) fue un partido político guatemalteco de tendencia conservadora, liberal solo en materia económica, y derechista, ligado al nuevo poder económico de los militares y de algunos nuevos empresarios guatemaltecos. Algunos de sus líderes, incluido el expresidente Otto Pérez Molina, fueron ligados a gravísimas violaciones de Derechos Humanos durante la represión militar previa a los Acuerdos de Paz (1991-1996) (1). Sin embargo, llegó a contar con ciento treinta y nueve representantes de las 334 alcaldías del país, siendo el partido con más alcaldes en Guatemala durante el gobierno de Otto Pérez Molina. Desde 2003 fue uno de los partidos políticos más influyentes de Guatemala, los únicos dos candidatos a la Presidencia de Guatemala de los que tuvo, fueron elegidos presidente de Guatemala: Oscar Berger Perdomo en 2003 y Otto Pérez Molina en 2011. Los miembros de este partido se autodenominaban patriotas. 
En 2003 formó parte de la coalición Gran Alianza Nacional, junto al Partido Solidaridad Nacional (PSN), el Movimiento Reformador (MR) y el Movimiento 17 (M-17), coalición que llevó la candidatura de Óscar Berger en las elecciones presidenciales de dicho año.
Al haber obtenido el PP la victoria en el balotaje del proceso electoral de 2011, el triunfo de Otto Pérez Molina lo convirtió en el primer militar retirado en asumir la presidencia de Guatemala. Por su parte, Roxana Baldetti se convirtió en la primera mujer en ocupar la Vicepresidencia de la República.
Pero desde el 14 de septiembre de 2014, el Partido Patriota se encontraba suspendido y se había cancelado a Roxana Baldetti como secretaria general del partido por ser vicepresidente del país, por incumplimiento en los techos de campaña y opacidad en el financiamiento del partido, según el Acuerdo 294-2014 que emitió el Tribunal Supremo Electoral.
El Partido Patriota se extinguió luego de los graves cuestionamientos sobre una red de corrupción pública en el Gobierno descubierta por la Comisión Internacional Contra la Impunidad en Guatemala y el Ministerio Público, que terminaron con la renuncia y encarcelamiento del presidente Otto Pérez Molina y de la vicepresidenta Roxana Baldetti, junto con numerosos de sus asociados y colaboradores.  Los casos judiciales más importantes en su contra son:
- Caso de La Línea en Guatemala
- Caso Cooptación del Estado en Guatemala
- Caso Redes

Finalmente, en febrero de 2017 el partido fue oficialmente cancelado por el Tribunal Supremo Electoral.

## Historia

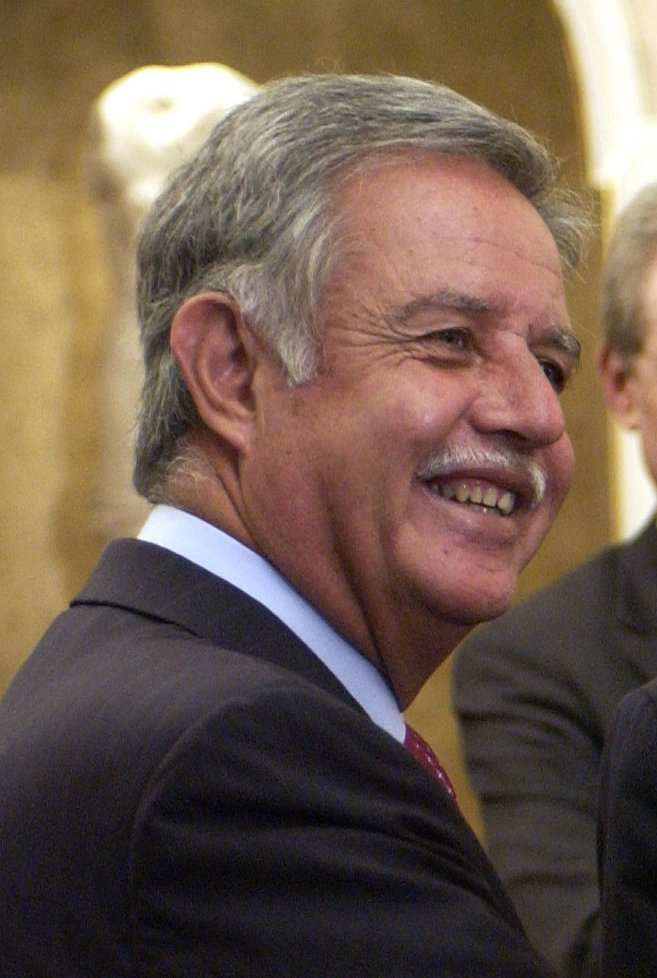
Óscar Berger, fue el primer candidato presidencial por este partido.

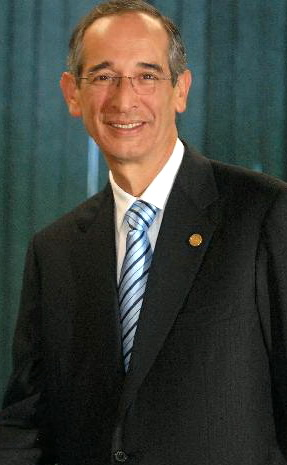
Álvaro Colom, venció a Otto Pérez Molina en el 2007.

Fue fundado el 13 de marzo de 2001 y formalmente inscrito ante el Tribunal Supremo Electoral como partido político el 13 de junio de 2002, fundado por el general retirado Otto Pérez Molina, Roxana Baldetti, Pavel Centeno, Valentín Gramajo, Mario López Arrivillaga, Christian Ros, entre otros empresarios y militares retirados. Es el primero en constituirse de los cuatro partidos que comenzaron a formarse en el 2000 (Unidad Nacional de la Esperanza, Partido Unionista y Partido Solidaridad Nacional). En la primera Asamblea Nacional del partido se ratificó a Pérez Molina como secretario general.

### Elecciones generales 2003
Otto Pérez Molina fue el principal precandidato presidencial del PP. Sin embargo, debido a que su retiro del Ejército había sido en el año 2000, según la ley estaba vedado de participar como candidato presidencial hasta que cumpliera cinco años de su retiro..
Posteriormente el PP consideró postular como candidato a la presidencia a Harris Whitbeck. No obstante, el partido decidió formar parte de la coalición Gran Alianza Nacional, compuesta por el Movimiento Reformador y el Partido Solidaridad Nacional, de derecha ambos partidos.  La coalición apoyó la candidatura presidencial del abogado y empresario Óscar Berger en las elecciones generales de 2003, en la cual obtuvo la victoria.
El PP formó parte del bloque legislativo oficial en el Congreso y algunos de sus dirigentes asumieron cargos importantes en el Ejecutivo. Tal fue el caso de Pérez Molina, designado Comisionado Presidencial para la Seguridad. Sin embargo, cinco meses después del inicio de labores del nuevo gobierno, y como resultado de diferencias que desde un principio se comenzaron a acumular respecto a la orientación y prioridades del gobierno, el PP abandonó la coalición gubernamental.
Durante el período junio de 2004-diciembre de 2007 el partido ejerció un papel clave en el Congreso, alternando entre el apoyo a Berger y a la oposición. A pesar de ya no formar parte de la GANA logró integrar la Junta Directiva durante los periodos 2005 y 2006, conquistando la segunda vicepresidencia, desempeñada por la diputada Roxana Baldetti.

### Elecciones generales 2007

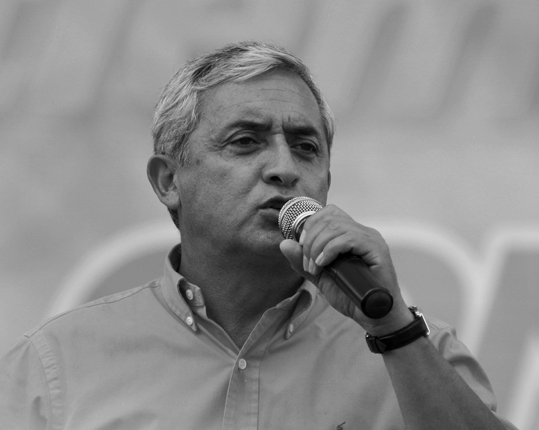
Otto Pérez Molina, gana la segunda vuelta electoral en el 2011.

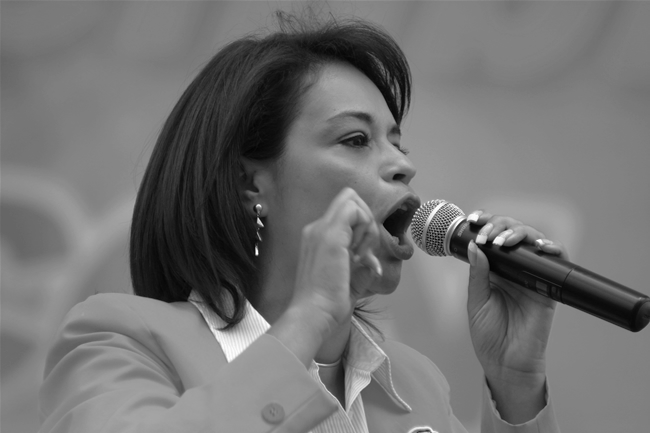
Roxana Baldetti, fue elegida vicepresidenta en el 2011.

Después de su retiro de la coalición, el PP proclamó a Otto Pérez Molina, ahora sin restricción legal para poder participar en elecciones desde 2005, como candidato a presidente y Ricardo Castillo Sinibaldi, candidato a vicepresidente. Las encuestas mantenían a Pérez y al partido como el posible ganador de las elecciones presidenciales de 2007, enfocando su campaña en temas de seguridad y empleo.
El lema del partido era "Mano Dura", como referencia al emblema del mismo. Mantuvo otros eslóganes como "Seguridad y Empleo" y "Vamos Guate". Además de ser conocido por el spot "Mano dura, cabeza y corazón".
El 9 de septiembre de 2007, según datos oficiales del Tribunal Supremo Electoral, el Partido Patriota quedó en segundo lugar con un total de 771.813 que representaron un 23.54% del total del electorado. Debido a que el partido Unidad Nacional de la Esperanza solo obtuvo un 28.25% del electorado, ambos partidos disputarían la elección en balotaje. En la segunda vuelta electoral, llevada a cabo el 4 de noviembre del mismo año, el Partido Patriota perdió las elecciones frente a la Unidad Nacional de la Esperanza, liderada por Álvaro Colom. Obtuvo un total de 1.294.645 votos que representó un 47.18%.
En la Asamblea General de 2009, Roxana Baldetti es elegida como nueva secretaria general y Alejandro Sinibaldi secretario general adjunto.

### Elecciones generales 2011
Nuevamente las bases de este partido proclaman a Otto Pérez Molina como candidato a presidente y por primera vez en la historia de este partido una mujer es proclamada candidata a la vicepresidencia, quien fue Roxana Baldetti, secretaria general de este partido. Al igual que la campaña electoral de 2007, se mantuvo centrada en temas de seguridad y empleo.
La mayoría de encuestas posicionaban al Partido Patriota en el primer puesto, en el segundo a Manuel Baldizón y en algunas otras a Eduardo Suger. Este partido se opuso a la inscripción de Sandra Torres, exesposa de Álvaro Colom, como candidata presidencial por la coalición Unidad Nacional de la Esperanza-Gran Alianza Nacional (UNE-GANA), por considerar que era fraude de ley, pues violaba el artículo 183 de la Constitución Política de la República de Guatemala.
Además la campaña política de 2011 fue la más cara que el partido haya financiado, según datos de la auditoría electoral del Tribunal Supremo Electoral, el partido gastó más de 91.5 millones de quetzales, habiendo sido multado por dicho tribunal, pues el monto máximo permitido era de 48 millones de quetzales.
Según los resultados oficiales del Tribunal Supremo Electoral, el partido obtuvo un 36.02% de los votos válidos en la primera vuelta, quedando en primer lugar del total del electorado, mientras que Manuel Baldizón, secretario general de Libertad Democrática Renovada logró un 23.21%, dicha elección fue celebrada el 11 de septiembre de 2011. Al no obtener ninguno de los candidatos más del 50% más uno de votos, se llevó a cabo un balotaje con los dos candidatos que encabezaban los resultados en el mes de noviembre. El ganador fue Otto Pérez Molina con 53.74% de los votos.
Según la organización Insight Crime, el partido patriota está muy vinculado con grupos de narcotraficantes.

### Elecciones generales 2015
En la Asamblea General de 2013, nuevamente Roxana Baldetti fue elegida Secretaria General sin embargo, el nombramiento no fue aceptado por el TSE debido a que dicho cargo era incompatible con el de vicepresidente del país, por lo que fue suspendida en el cargo y el partido también por campaña anticipada. Asimismo el partido anunció que presentará a su precandidato presidencial para las elecciones generales de Guatemala de 2015 en septiembre de ese año. Alejandro Sinibaldi y Mauricio López Bonilla estaban entre los nominados a ser el precandidato presidencial. Luego de que la Corte Internacional Contra la Impunidad en Guatemala destapara los casos de corrupción en Guatemala , Sinibaldi declinó su candidatura. Mauricio López Bonilla fue descartado. Después de que varios candidatos rechazaran la candidatura y el partido perdiera credibilidad por casos de corrupción se proclamó a Mario David García como candidato presidencial.

## Comité ejecutivo

### Secretarios Generales
| Secretario General  | Período     |
| ------------------- | ----------- |
| Otto Pérez Molina   | 2002 - 2009 |
| Roxana Baldetti     | 2009 - 2015 |
| Alejandro Sinibaldi | 2012-2015   |
| Valentín Gramajo    | 2015-2016   |
| Otto Pérez Leal     | 2016-2017   |

### Secretarios Generales Adjuntos
| Secretario General           | Período     |
| ---------------------------- | ----------- |
| Roxana Baldetti              | 2002 - 2009 |
| Alejandro Sinibaldi          | 2009 - 2015 |
| Mario David García Velásquez | 2015        |
| Mauricio López Bonilla       | 2013-2016   |

### Asambleas Generales
| N.º Asamblea General | Secretario General electo | Año  | N.º Asamblea General  | Secretario General electo | Año  |
| -------------------- | ------------------------- | ---- | --------------------- | ------------------------- | ---- |
| I Asamblea General   | Otto Pérez Molina         | 2001 | VI Asamblea General   | Roxana Baldetti           | 2011 |
| II Asamblea General  | Otto Pérez Molina         | 2003 | VII Asamblea General  | Roxana Baldetti           | 2013 |
| III Asamblea General | Otto Pérez Molina         | 2005 | VIII Asamblea General | Valentín Gramajo          | 2015 |
| IV Asamblea General  | Otto Pérez Molina.        | 2007 |                       |                           |      |
| V Asamblea General   | Roxana Baldetti           | 2009 |                       |                           |      |

## Doctrina política

### Marco ideológico
El Partido Patriota se define como una organización liberal y democrática, fundamentada en la Constitución de la República. Según el Secretario Adjunto del partido, Alejandro Sinibaldi, éste se ubica en un espacio de centro amplio, pues dentro del mismo confluyen diferentes tendencias ideológicas.

### Base social
El Partido Patriota considera que sus principios y valores responden a las expectativas de las clases medias y populares, tanto de la ciudad como del campo, estima que su base social es pluriclasista. El trabajo de organización se desarrolla en barrios, cantones, aldeas y comunidades, en donde se han organizado filiales y subfiliales. De esa cuenta, el partido está presente en 134 municipios de 20 departamentos del país.

### Lema
"Seguridad y Empleo con mano dura"
"Soy patriota y amo a mi país"

## Resultados Electorales

### Presidenciales
| Año electoral | Candidato presidencial       | Candidato vicepresidencial | 1.ª vuelta     | 1.ª vuelta  | 2.ª vuelta     | 2.ª vuelta  |
| Año electoral | Candidato presidencial       | Candidato vicepresidencial | Total de votos | Porcentaje  | Total de votos | Porcentaje  |
| ------------- | ---------------------------- | -------------------------- | -------------- | ----------- | -------------- | ----------- |
| 2003          | Óscar Berger Perdomo         | Eduardo Stein              | 921.316        | 34,32% (1°) | 1.235.303      | 54,10% (1°) |
| 2007          | Otto Pérez Molina            | Ricardo Castillo Sinibaldi | 771.813        | 23,51% (2°) | 1.295.108      | 47,19% (2°) |
| 2011          | Otto Pérez Molina            | Roxana Baldetti            | 1,597.937      | 36,38% (1°) | 2.292.251      | 53,72% (1°) |
| 2015          | Mario David García Velásquez | Valentín Gramajo           | 226.372        | 4,62% (7°)  |                |             |

### Legislativos
Estos son los resultados que obtuvo en las participaciones que tuvo a partir de 2003:
| Año electoral | Distritales    | Distritales | Distritales | Distritales | Listado Nacional | Listado Nacional | Listado Nacional | Listado Nacional | Total  |
| Año electoral | Total de votos | Porcentaje  | Escaños     | +/-         | Total de votos   | Porcentaje       | Escaños          | +/-              | Total  |
| ------------- | -------------- | ----------- | ----------- | ----------- | ---------------- | ---------------- | ---------------- | ---------------- | ------ |
| 2003          | 624.064        | 24,06%      | 38/127      | 38          | 610.121          | 24,30%           | 8/31             | 8                | 46/158 |
| 2007          | 516.287        | 16,23%      | 23/127      | 15          | 503.442          | 15,91%           | 6/31             | 2                | 30/158 |
| 2011          | 1.171.919      | 26,85%      | 48/127      | 25          | 1.160.136        | 26,62%           | 9/31             | 3                | 57/158 |
| 2015          | 585.698        | 12,49%      | 14/127      | 34          | 419.353          | 9,04%            | 3/31             | 6                | 17/158 |

### Municipales
| Comicios | Votos     | Porcentaje | Alcaldes                | Alcaldes en coalición     |
| -------- | --------- | ---------- | ----------------------- | ------------------------- |
| 2003     | 567.087   | 22,96%     | No participó individual | 76/331                    |
| 2007     | 721.854   | 11,74%     | 39/332                  | No participó en coalición |
| 2011     | 1.315.310 | 28,4%      | 121/333                 | No participó en coalición |
| 2015     | 815.805   | 16,73%     | 71/338                  | No participó en coalición |

### Parlamento Centroamericano
| Año electoral | Nacional       | Nacional   | Nacional | Nacional |
| Año electoral | Total de votos | Porcentaje | Escaños  | +/-      |
| ------------- | -------------- | ---------- | -------- | -------- |
| 2003          | 620.862        | 25,58%     | 6/20     | 5        |
| 2011          | 1.130.876      | 2,98 %     | 7/20     | 1        |
| 2015          | 365.647        | 8,27%      | 2/20     | 5        |

## Presidentes de Guatemala por el Partido Patriota
| Presidente | Presidente        | Período     |
| ---------- | ----------------- | ----------- |
|            | Óscar Berger      | 2004 - 2008 |
|            | Otto Pérez Molina | 2012 - 2015 |

## Caso de La Línea
El Caso de La Línea fue un golpe de Estado blando que se produjo en Guatemala en 2015, y que se inició a raíz de un caso de corrupción en Guatemala descubierto el 16 de abril de 2015 cuando la CICIG (Comisión Internacional contra la Impunidad en Guatemala) involucró a varios altos funcionarios del Gobierno del general retirado Otto Pérez Molina, incluyendo el capitán retirado Juan Carlos Monzón (secretario privado de la vicepresidencia) y directores de la SAT (Superintendencia de Administración Tributaria) en una sofisticada red de contrabando en las aduanas de ese país centroamericano. El Caso de La Línea formó parte de la Alianza para la prosperidad del Triángulo Norte de la América Central promovida por la administración de Barack Obama en Guatemala, El Salvador y Honduras y que —aunque presentada como una estrategia para impulsar el desarrollo de la región para paliar la crisis migratoria de Guatemala, Honduras y El Salvador— era parte de una estrategia de los Estados Unidos para mantener su hegemonía histórica en Centroamérica, ya esta se veía amenazada por la construcción del Canal de Nicaragua que está realizando la empresa china  «HK Nicaragua Canal Development» y las exploraciones mineras en la región por parte de empresas rusas.
Al momento de descubrirse el caso, Monzón se encontraba en Seúl (Corea del Sur) acompañando por la entonces vicepresidenta Roxana Baldetti —a quien le fue conferido un doctorado honoris causa en esa ciudad por su trabajo social―. Cuando se enteró de los cargos contra él, Monzón emprendió la fuga; otros involucrados fueron capturados en Guatemala. Algunos de ellos obtuvieron su libertad al cabo de unos pocos días debido a una medida sustitutiva que les otorgó la jueza guatemalteca Marta Sierra de Stalling, aunque el Ministerio Público accionó inmediatamente para impugnar dicha medida y los regresó a prisión, junto con la jueza Sierra de Stalling.
El 20 de mayo de 2015, la CICIG y el Ministerio Público guatemalteco hicieron público un nuevo caso de corrupción a gran escala, esta vez en el Instituto Guatemalteco de Seguridad Social (IGSS); los miembros de la junta directiva del IGSS fueron conducidos a prisión acusados de haber otorgado un contrato a la empresa mexicana Pisa para el tratamiento de diálisis peritoneal por medio de sobornos. La empresa no tuvo la infraestructura adecuada para el tratamiento y el IGSS había tenido que rescindir el contrato el 13 de mayo de 2015 porque había decenas de pacientes con peritonitis y más de diez fallecidos. A este caso siguió otro, conocido como el Caso Redes, que involucró al exsecretario de la presidencia y yerno de Otto Pérez Molina.
Tras pasar una semana de que se hicieron los anuncios, la atención se centró en las figuras de Pérez Molina y Baldetti, al punto que se organizó una manifestación de protesta para exigir la renuncia al derecho de antejuicio del presidente y la renuncia al cargo a la vicepresidenta el 25 de abril de 2015 en la Plaza de la Constitución y se corrieron rumores de una posible paralización de la Ciudad de Guatemala el 27 de abril de 2015. Incluso cuando el presidente solicitó al Secretario General de las Naciones Unidas la extensión del mandato de la CICIG (Comisión Internacional contra la Impunidad en Guatemala) hasta septiembre de 2017 como resultado de estas protestas, la presión sobre el Gobierno no se aplacó porque ni el Ministerio Público ni la CICIG han reportado nombres de ninguna de las empresas que habrían utilizado los servicios de «La Línea» para defraudar al fisco guatemalteco.
Se organizaron marcha multitudinarias por medio de las redes sociales, las cuales demostraron su repudio hacia el actual Gobierno y hacia los partidos políticos del país. El lento despertar de las protestas se explica porque en Guatemala, aunque el 53 % de la población esté por debajo de la línea de pobreza y existan problemas agudos como ignorancia, racismo, machismo, corrupción, violencia desbocada, y sobre todo impunidad que tengan a la población a punto de un estallido social, no hay quien organice dicho estallido en forma efectiva. Por otro lado, aunque no haya organización política que haga estallar todo el malestar acumulado, las élites tradicionales del país, preocupadas por la situación actual y considerando que el polvorín social podría estallar, organizaron una lucha frontal contra la corrupción de los funcionarios públicos y obligaron a estos a extender la permanencia de la Comisión Internacional Contra la Impunidad en Guatemala, logrando que el malestar de la población se dirigiera hacia el Gobierno y en especial hacia la entonces vicepresidenta, Roxana Baldetti Elías, quien fue obligada a renunciar el 8 de mayo de 2015, aunque muchos consideraban que existe corrupción generalizada en el país desde hace décadas y que eso es lo que se debería de haber afrontado.
Se denunció que en el sistema político existe un grupo de personas a quienes les resulta más barato utilizar los servicios de estructuras como La Línea que realizar los pagos legales que deberían hacerle al fisco por sus ganancias, con la excusa de que los impuestos se los roban los políticos corruptos, y por lo tanto, prefieren robárselos ellos a cambio de darles una parte al Gobierno. Esta corrupción llevaría a los empréstitos con intereses onerosos y a las medidas de austeridad que el Gobierno se ha visto obligado a emprender para cumplir con sus obligaciones por la falta de recaudación eficiente, lo que agrava la pobreza del resto de la población.
El 20 de mayo de 2015 se descubrió el caso de corrupción de la junta directiva del Instituto Guatemalteco de Seguridad Social (IGSS) cuyos integrantes fueron capturados por supuestas anomalías en un contrato que el seguro social firmó con la empresa farmacéutica PISA, por medio de la cual se brindaron servicios a pacientes con enfermedades renals. En total hubo dieciséis capturas, entre ellas la del presidente de junta directiva del IGSS, Juan de Dios Rodríguez, quien fue detenido por fraude y quien fue secretario privado del presidente, Otto Pérez Molina; otro de los capturados fue Otto Molina Stalling, quien es hijo de la presidenta de la Cámara Penal de la Corte Suprema de Justicia de Guatemala —CSJ—, Blanca Stalling ―que ya ha sido involucrada en las escuchas telefónicas del caso de La Línea―. Otto Molina Stalling fungía como subgerente financiero del IGSS en 2014, y fue detenido por asociación ilícita, cobro ilegal de comisiones y tráfico de influencias. Según la investigación, los detenidos se concertaron «con el ánimo de obtener beneficios económicos ilícitos a cambio de la adjudicación de un contrato millonario a la Empresa PISA, que no llenaba los requisitos, ni contaba con estructura básica para brindar el servicio a pacientes renales del Instituto Guatemalteco de Seguridad Social» y se habrían quedado con el 15 % del total del monto del contrato, el cual asciende a los 116 millones de quetzales.
El 21 de agosto de 2015 la CICIG y el Ministerio Público giraron una orden de captura contra la exvicepresidenta Roxana Baldetti y una solicitud de antejuicio contra el presidente Otto Pérez Molina por los delitos de cohecho pasivo, asociación ilícita y caso especial de defraudación aduanera. En la conferencia de prensa que ambas entidades dieron ese mismo día, informaron que evidencias obtenidas durante los operativos del 16 de abril de 2015 demostraron que Juan Carlos Monzón no era el líder de «La Línea», sino que lo habrían sido el presidente y la exvicepresidenta; es más, sugirieron que ambos habrían estado involucrados en la red desde antes de ser electos como gobernantes.
Baldetti fue enviada a prisión preventiva a la cárcel de Santa Teresa luego de pasar varios días en la privilegiada cárcel del cuartel de Matamoros y la ciudadanía convocó a un Paro Nacional cuando se escuchó la voz del presidente durante la audiencia legal que se le estaba siguiendo a Baldetti y que lo incriminaban en el caso de defraudación aduanera. Finalmente, el 2 de septiembre de 2015 el presidente Pérez Molina presentó su renuncia, la cual fue aceptada por el Congreso de la República el 3 de septiembre, y ese mismo día fue juramentado el licenciado Alejandro Maldonado Aguirre como el nuevo presidente de la República.
En un giro sorpresivo, el lunes 5 de octubre de 2015, Juan Carlos Monzón se entregó a las autoridades y confesó ser miembro de la estructura aunque no el líder de la misma, pues en el gobierno del Partido Patriota, nada se hacía sin la autorización de Pérez Molina o Baldetti Elías; dijo también que estaba dispuesto a colaborar, siempre y cuando se le diera protección a él y a su familia.

## Caso de Cooptación del Estado
Éste fue un caso de corrupción fue descubierto por la Comisión Internacional Contra la Impunidad en Guatemala y el Ministerio Público el 2 de junio de 2016, y que tuvo su origen en las diligencias judiciales realizadas luego del Caso de La Línea en Guatemala -especialmente los allanamientos y las escuchas telefónicas- se detectó que en realidad se trataba de una organización criminal que llegaba hasta los entonces Presidente y Vicepresidenta del país, Otto Pérez Molina y Roxana Baldetti, respectivamente.
AI hacer un ordenamiento minucioso de la documentación incautada físicamente, así como en dispositivos electrónicos, se encontró un inmenso esquema financiero, aparentemente inconexo, que incluía nombres, empresas, cheques, bienes, movimientos financieros etc., el cual reportaba operaciones incluso desde el año 2008. A partir del trabajo de investigadores financieros se develó un complejo esquema que detallaba toda una maquinaria de lavado de activos meticulosamente diseñada para captar fondos durante la campaña electoral que llevó al Partido Patriota al poder en 2011, y seguía funcionando durante el ejercicio de gobierno (2012-2015). Esto llevó a la conclusión que no se trataba de un Gobierno cuyos miembros cometían actos aislados de corrupción, sino una estructura criminal mafiosa que había cooptado el poder por la electoral en Guatemala y cuyos principales dirigentes eran Otto Pérez Molina y Roxana Baldetti.
Así, varias instituciones claves del Estado fueron cooptadas por la red mafiosa que utilizó un esquema financiero con apariencia de legalidad y cuyo fin era el enriquecimiento ilícito de los miembros de la estructura.